# Cuerpo en el cilindro
El "cuerpo en el cilindro" se refiere al hallazgo de un cadáver dentro de un cilindro de acero parcialmente sellado en un sitio abandonado tras ser bombardeado durante la Segunda Guerra Mundial en Liverpool, Inglaterra. El descubrimiento ocurrió en 1945 y se cree que el cuerpo había permanecido allí escondido 60 años. Las investigaciones apuntaron fuertemente (pero sin poder confirmarlo) a un candidato como identidad del fallecido; sin embargo, la causa de muerte y la razón para su presencia en el cilindro siguen siendo un misterio.

## Descubrimiento del cilindro
En el verano de 1943 soldados estadounidenses estaban limpiando la bombardeada parte trasera de la iglesia metodista en Boundary Street East en Liverpool. Una pala excavadora norteamericana descubrió el cilindro mientras retiraba los escombros de los edificios derruidos. Uno de los extremos del cilindro estaba cerrado con una placa de acero y el otro estaba abierto. La excavadora movió el cilindro y durante la operación accidentalmente aplastó el extremo abierto. Los contratistas entonces extrajeron el cilindro de entre los cascotes y lo dejaron a un lado.
Después del verano de 1943 el cilindro pasó en gran parte inadvertido. Un testigo local, Norman Garner de 278 Great Homer Street, declaró que había visto personas utilizando el cilindro como asiento y a los niños a menudo jugando con él. Aproximadamente dos semanas antes del descubrimiento del cuerpo algunos testigos vieron a niños haciendo rodar el cilindro desde la basura en Great Homer Street hasta Claudia Street.

### Descripción del cilindro
El cilindro tenía una longitud de 2,10 m y 48 cm de diámetro y estaba hecho de acero de calibre 9 con un grosor de 4 mm. La tapa de metal en el extremo cerrado del cilindro se había atornillado in situ. El extremo abierto del cilindro había sido comprimido, y casi cerrado por el golpe de la excavadora, dejando una abertura de solo 10 cm. Ningún rastro de pintura fue encontrado dentro del cilindro y la opinión abrumadoramente mayoritaria en 1945 es que había sido parte de un conducto de ventilación.

## Descubrimiento del cuerpo
El 13 de julio de 1945 tres niños jugaban con el cilindro. Lo hacían rodar por las calles cuando uno de ellos intentó ver qué había dentro. Al principio vislumbraron lo que parecía ser un zapato; sin embargo, en una inspección más cercana parecía atisbarse parte de un esqueleto humano. Se llamó a la policía al lugar y los agentes utilizaron un soplete de oxicetileno para cortar el cilindro. El sorprendente contenido resultó ser un esqueleto humano completo acompañado por varios elementos. La policía retiró los restos y los llevó a la morgue.

## Descripción de la víctima
Los restos correspondían a un varón adulto que en vida debió medir 1,80 m. En los análisis corporales de 1945, se dedujo que el hombre tenía entre 25 y 50 años al momento de su muerte. El cuerpo parecía haber permanecido in situ largo tiempo.
Faltaba la base izquierda del cráneo del esqueleto. El cráneo estaba fracturado detrás de la oreja izquierda pero el forense dictaminó que no se debió a violencia si no a un daño post mortem. La cabeza y el torso se habían desprendido en algún momento debido al movimiento giratorio. Un poco de cabello todavía se conservaba adherido al cráneo.
Parecía que el hombre se había metido a propósito en el cilindro. La posición del esqueleto sugirió que el hombre estaba acostado, tendido y utilizando un ladrillo envuelto en un trozo de arpillera como almohada cuando se produjo el deceso. El cuerpo se encontraba completamente vestido y sobre un saco de arpillera, no dentro de él. La ropa era típica de finales del periodo victoriano y de buena calidad.

### Los elementos encontrados con el cuerpo
Numerosos elementos se encontraron con el cuerpo. Estos elementos incluyeron dos diarios, un manojo con siete llaves muy corroídas y algunos papeles diversos. No se encontró dinero u otros artículos de valor en los bolsillos. La lista de los elementos encontrados en el cilindro, según fue informado en 1945, es como sigue:
- Dos diarios fechados en 1884 y 1885. Los diarios, debajo del cuerpo, se vieron afectados por los fluidos de la descomposición y eran mayormente ilegibles para el forense en 1945, pero una entrada en el diario fechada en junio de 1885 indicaba: "cita para la 1pm con F. C. Gredy en Cons".
- Una postal (también deteriorada pero reconstruida por el forense) con matasellos de Birmingham con fecha del 3 de julio de 1885. La postal estaba dirigida al señor  T. C. Williams por el señor A. E. Harris.
- Un pañuelo, aunque sin ningún elemento identificativo.
- Un broche caído en el cilindro.
- Un anillo de sello de oro con una piedra verde salpicada de rojo en el dedo anular. El sello del anillo estaba muy gastado y llevaba inscrito: "Londres, 1859".
- Un billete de tren a Londres con fecha 27 de junio de 1885.
- Cinco hojas de cuentas (cuatro sin usar) de T. C. Williams y Co.
- Un recibo con membrete de T. C. Williams y Co. Leeds St., Liverpool.

## Investigación
La investigación se abrió el 19 de julio de 1945 y el forense de Liverpool coroner señor G. C. Mort, la aplazó un mes.
No había ninguna evidencia de que el hombre se hubiera escondido allí y hubiera muerto en el bombardeo, como se había sospechado inicialmente. El patólogo notó una gran cantidad de humedad en el cilindro que indicaba tres escenarios posibles. 1: La víctima podría haberse introducido en el cilindro hacía aproximadamente 10 años. 2: El cilindro podría haber sido sellado herméticamente. 3: Pudo haberse filtrado humedad y no se había secado. Los últimos dos escenarios indicaban que era posible que el cuerpo hubiera permanecido en el cilindro desde 1885 o 1890. Las condiciones en el cilindro indicaron que el cuerpo había experimentado una descomposición normal.
El 31 de agosto de 1945 el forense cerró la investigación registrando un veredicto abierto que declara que es imposible establecer la causa de muerte debido a información insuficiente. La fecha de muerte se cree que fue 1885.

### Thomas Creegan Williams
En agosto de 1945 la investigación nombró a T. C. Williams, un fabricante de pinturas y pinceles de 5 Leeds Street, Liverpool, como una potencial identidad para el difunto. T. C. Williams y Co. eran unos comerciantes de pinturas, barnices y colores en Tithebarn Street con locales en Smithfield Street alrededor de 1885. Thomas Creegan Williams vivía en 29 Cambridge Road en Seaforth, entonces Woodville House, Abbotsford Road en Blundellsands.
Williams fue declarado en bancarrota el 10 de marzo de 1884. La investigación hipotetizó que Williams habría dejado su casa familiar debido a las dificultades financieras y dormía en el cilindro se supuso en sus locales comerciales. De alguna manera el cilindro se selló y murió asfixiado o fue alcanzado por vapores tóxicos de la fabricación de la pintura. Se pensó que su desaparición pudo haber sido interpretada en 1885 como una fuga deliberada para evitar a sus acreedores; huir de un país a otro mediante un pasaje clandestino en algún barco no era un método desconocido para escapar de deudas en aquellos tiempos. Modernamente también se ha propuesto la más siniestra posibilidad de que Williams fingiera su propia muerte cometiendo un crimen, dejando a otro con su ropa y objetos personales, escondiéndolo con la esperanza de que cuando fuera encontrado, sería difícil de reconocer excepto por estos elementos... aunque resultaría que lo ocultó demasiado bien, o en que se escondió con ayuda de un cómplice que lo dejó encerrado a propósito, cometiendo un crimen, o inadvertidamente, en un homicidio involuntario.
Según los registros obtenidos por la investigación, la esposa de Williams, fallecida con 42 años, fue enterrada sola en Liverpool pero ningún registro de la muerte de Williams o su entierro en Liverpool pudo ser encontrado. De hecho, no había ningún registro en Inglaterra y Gales del entierro de un T. C. Williams. El matrimonio tuvo un hijo nacido en 1859 y se comprobó estaba enterrado en Leeds. La investigación buscó parientes de Williams pero no tuvo ningún éxito entonces.